# Gyro apó t'óneiro
Gyro apó t'óneiro (en griego Γύρο από τ'όνειρο, «Alrededor del sueño») es el cuarto álbum de estudio cantado en griego por la cantante griega Helena Paparizou, y el quinto de toda su carrera (The game of love es un álbum cantado en inglés y con venta internacional). Se publicó el 29 de marzo de 2010, y fue distribuido en Grecia y Chipre por la discográfica Sony Music Greece. Tuvo un gran éxito en Grecia, ya que la edición normal, distribuida por el periódico Real News, consiguió vender más de 100 000 copias. El disco concluyó con la venta de más de 160 000 copias a principios de verano del mismo año de la publicación, convirtiéndose así en el disco con más ventas y más exitoso de Helena. El 5 de julio del mismo año, 2010, el álbum fue lanzado en el mercado búlgaro por la discográfica Virgin Records.

## Antecedentes
Fue en la revista griega Down Town, en noviembre de 2009, donde por primera vez Helena Paparizou anunció que para la primavera de 2010 lanzaría un nuevo álbum y que en ese momento ya llevaban producidos tres temas de este. También dijo que ella y su equipo habían reunido un gran número de canciones y de material, y que estaba muy contenta por el resultado que hasta el momento había tenido. Afirmó que dos temas, como en su álbum anterior Vrisko to logo na zo, fueron grabados en Suecia durante las vacaciones de invierno, en el estudio de su casa en Glyfada.
En una entrevista que se le hizo a la cantante, dijo que el disco estaba dedicado a su difunto padre, que siempre fue un gran apoyo para ella. Además, comentó también que el álbum estaría lleno de nuevos sentimientos más maduros.
El productor del álbum es el mismo que el del disco anterior, Don-K.

## Composición
En el álbum trabajaron muchos de los mismos productores de Vrisko to logo na zo, y se incluyen algunas canciones con el mismo estilo musical que el álbum anterior. El tan esperado álbum hace recordar más a Yparkhei logos («Hay motivo»), centrándose en una mezcla de pop, rock y música étnica al puro estilo tradicional griego.
El disco se grabó y se produjo durante una temporada no muy buena para Helena Paparizou, puesto que todavía tenía en el recuerdo a su padre, que murió el 24 de diciembre de 2008. El álbum refleja en algunas canciones esta maratón de sentimientos que la cantante lleva en su interior. La canción Gyrna me sto khtes («Regrésame al ayer») va dedicada a su padre, que se suponía que iba a ser el primer sencillo promocional del disco debido a que fue una de las primeras canciones grabadas.
El primer sencillo, utilizado como promoción y para dar arranque a otra nueva temporada de la cantante, es An ísouna agapi («Si fueras amor»). Entre las otras canciones cabe destacar Thálassa («Mar»), el dúo que realiza con su amigo Giorgos Sabanis, que es una canción dance mezclado con melodías étnicas. También, la cantante se ha acordado de lo mucho que sus seguidores la han apoyado desde el inicio, tanto en los buenos momentos como en los malos, razón por la cual en el álbum va incluida una canción titulada Filarákia («Amigos»), escrita por Eleana Vrahali.

## Lanzamiento y promoción
Gyro apó t'óneiro salió a la venta el 28 de marzo de 2010 en su versión sencilla junto con el periódico Real News. Este acuerdo comercial entre el periódico y Sony BMG permitió adquirir el álbum a un precio económico, beneficiándose a su vez de una masiva distribución. De esta manera, el álbum logró vender 121 640 copias. El 9 de abril se anunció de manera oficial que Gyro apó t'óneiro había vendido 140 000 copias. En verano de 2010 el álbum alcanzó la cifra de más de 160 000 copias vendidas.
La mejor forma que encontró Helena Paparizou para patrocinar el álbum fue sus grandes actuaciones en los Mad VMA '10, donde para empezar la gala interpretó la canción Dancing without music y, más tarde, para sorpresa del público, hizo una colaboración con el grupo Onirama, con la canción Fisika mazi. Esta canción fue la que dio nombre a la gira que hicieron Helena junto con Onirama por Grecia en el verano, promocionando así también el nuevo álbum.

## Sencillos
Tha' mai alliós
Es una canción que se lanzó como descarga digital y se grabó para la promoción de la marca de refresco griega Ivi. Se publicó en abril de 2009. El sencillo, originalmente, se quería publicar y lanzar al mercado con una nueva versión de Vrisko to logo na zo, la cual incluiría esta nueva canción junto con otras inéditas hasta el momento. La canción fue un éxito en el verano del 2009, donde Helena lo pasó cantando en el Club Thalassa. Es una canción de pop y rock, muy rápida y con una melodía muy pegadiza.
An ísouna agapi
El primer sencillo del álbum Gyro apó t'óneiro es An ísouna agapi, una balada con un ritmo que recuerda al estilo musical R&B. La canción está compuesta por Giorgos Sabanis, amigo de la cantante y que interpreta una canción con ella en el álbum. La letra es de Niki Papatheohari. Originalmente, el sencillo iba a ser publicado el 25 de febrero, aunque al final fue publiacado un día antes por la radio griega Dromos FM 89.8. Después de más de medio año sin sacar ninguna canción, desde Tha' mai alliós, sacó el primer sencillo de su nuevo álbum, que fue muy bien recibido.
Psakhno tin alítheia
Es el segundo sencillo del álbum, aunque también el tercero si contamos con la canción adicional Tha' mai alliós, que había sido publicada mucho antes del lanzamiento promocional del álbum. La canción está producida por el novio de la cantante, Toni Mavridis, y por Niclas Olausson. La letra es de Giannis Doxas. Es una canción pop con sonidos electrónicos. Es una canción muy fresca y bailable, dado que es el sencillo promocional del refresco griego Ivi. A pesar de todo, no ha llegado a ser número uno en las listas griegas de música, a diferencia de An ísouna agapi. También hay que decir que le robó el protagonismo la canción  Dancing without music, que no iba a ser un sencillo del álbum, pero que Helena interpretó en la entrega de los Premios VMA'10, y apareció al día siguiente en todas las listas.
Gyrna me sto khtes
Contando Tha' mai alliós como un sencillo más del álbum, Gyrna me sto khtes es el cuarto sencillo lanzado por la cantante Helena Paparizou en su quinto álbum de estudio. Desde el verano, es decir, desde la gira que hizo por Grecia, se sabía que la canción sería el próximo sencillo por las numerosas veces que la había cantado en programas de televisión y en conciertos. A principios de septiembre, al terminar la gira Fisiká mazí, se anunció que de la canción se haría una remezcla producida y escrita por Don-K. El 7 de octubre se publicó, vía internet, la remezcla de la canción. Esta nueva versión mezcla sonidos roqueros, de guitarra eléctrica, junto con los sonidos más electrónicos, haciendo de la canción un estilo el cual podríamos denominar dance and rock. La canción fue un éxito, pues llegó a estar en las primeras posiciones de todas las radios griegas.

## Lista de canciones
| N.º | Título                                           | Letras                           | Música                           | Duración |  |
| 1.  | «San ki sena» (Como tú)                          | Eleana Vrahali                   | Giorgos Sabanis                  | 3:48     |  |
| 2.  | «An ísouna agapi» (Si fueras amor)               | Nikki Papatheohari               | Giorgos Sabanis                  | 4:18     |  |
| 3.  | «Psakhno tin alíthia» (Busco la verdad)          | Yannis Doxas                     | Toni Mavridis, Niclas Olausson   | 3:10     |  |
| 4.  | «Gyrna me sto khtes» (Llévame de vuelta al ayer) | Yannis Doxas                     | Giorgos Sabanis                  | 4:23     |  |
| 5.  | «Tou érota to aima» (La sangre del amor)         | Eleana Vrahali                   | Sofi Lindblom, Niclas Olausson   | 3:31     |  |
| 6.  | «Óneiro» (Sueño)                                 | Yannis Doxas                     | Stefan Ekstedt, Magnus Sjölander | 3:48     |  |
| 7.  | «Filarákia» (Amigos)                             | Eleana Vrahali, Helena Paparizou | Helena Paparizou                 | 3:16     |  |
| 8.  | «Stin korifí tou kosmou» (En la cima del mundo)  | Yannis Doxas                     | Giorgos Sabanis                  | 3:22     |  |
| 9.  | «Thálassa (Feat. Giorgos Sabanis)» (Mar)         | Yannis Doxas                     | Giorgos Sabanis                  | 4:18     |  |
| 10. | «Den alazo» (No cambio)                          | Vagia Kalantzi                   | Dimitris Kontopoulos             | 3:23     |  |
| 11. | «Sigá psithiristá» (Suavemente en susurros)      | Yannis Doxas                     | Silky Sunday                     | 3:37     |  |

| Bonus Track |                                    |                |                                |          |  |
| N.º         | Título                             | Letras         | Música                         | Duración |  |
| 12.         | «Tha' mai alliós» (Seré diferente) | Eleana Vrahali | Niclas Olausson, Toni Mavridis | 3:03     |  |

| Bonus Track (Solo en la segunda edición) |                                             |              |                |          |  |
| N.º                                      | Título                                      | Letras       | Música         | Duración |  |
| 13.                                      | «Dancing without music» (Bailar sin música) | Gosta Hulden | Leo Chantzaras | 3:31     |  |
| 47:28                                    |                                             |              |                |          |  |

## Personal
| - Productor ejecutivo: Giannis Doxas - Estilista: Al Giga - Peluquería: Christos Kallaniotis - Maquillaje: Giannis Marketakis | - Fotografía: Dimitris Skolos - Productor: Toni Mauridis, Giorgos Sabanis - Voz: Helena Paparizou |

## Listas
| País   | Chart                 | Mejor posición | Certificación |
| ------ | --------------------- | -------------- | ------------- |
| Grecia | IFPI Grecia (Álbumes) | 1              | Platino       |
| Chipre | Top Álbumes Chipre    | 2              | -             |